# Доброгаст

Лазська війна

Доброгаст — антський полководець, воєначальник в Східній Римській імперії, перебував на військовій службі в 550-х р.

## Історичні дані
Основним історичним джерелом про діяльність Доброгаста є «Історія» Агафія Миринейського. У 554 році, коли велася війна між Східною Римською імперією і Персією, на візантійській військовій службі Доброгаст разом з Усігардом, очолив римські війська в кількості приблизно 600 вершників. Ці війська були послані проти персів. Коли перський загін рушив на Оногуріс, візантійські вершники на чолі з Доброгастом і Усігардом налякавши звернули їх у втечу.
Лазська війна відбувалася між Східною Римською імперією та Сасанідською Персією за контроль над грузинською областю Лазіка (сучасна західна Грузія). Тривала з перемінним успіхом з 541 по 562 рік, війна закінчилася відносної перемогою Константинополя. Для Східної Римської імперії це був бар'єр проти просування Персії через Іберію до Чорноморського узбережжя.
Доброгаст проявив себе під час облога Оногуріса (Степанополіса), що відбувалась в 554 або 555 р. Східно-Римська армія в кількості 50 000 воїнів під керівництвом Мартіна взяли в облогу перську фортецю Оногуріс. Полонений перс розкрив наближення перських сил допомоги з Могерезису та Кутаї під керівництвом Нахораган. На зустріч їм виступили 600 вояків під керівництвом Доброгаста та Усигарда, які успішно атакували сили перської допомоги, поки основна римська армія брала участь в облозі фортеці.
У 555 році Доброгаст, названий Таксіархом за родом своєї діяльності і антом за походженням, разом з Елмінгіром, за наказом своїх воєначальників, для захисту на річці Фазис візантійських кораблів від ворогів спорядили десять легких суден. На цих судах, разом зі своїми зброєносцями, вони виконували спостереження і охорону по верхній течії річки. Під час цієї служби їм вдалося захопити два корабля. Раніше ці кораблі належали візантійцям, але були захоплені персами. Під час нічної бурі, канати кораблів, прив'язані до берега, були розтягнуті, а потім лопнули. Разом зі сплячими персами, кораблі вирушили за течією річки в руки людей Доброгаста.
Під час облоги фортеці Фазису, у 555–556 рр., південно-східним флангом армії командував Гібрус, який очолював об'єднані сили герулів і лангобардів. Крайнім східним флангом командував Валеріан, що очолював провідні сили з Преторіанської префектури Сходу. А візантійські кораблі були поставлені під захист анта Доброгаста та Ельмінгіра (Ельмінегейра) з ґунів.

## Родина
У Агафія під 556 роком згадується син Доброгаста — Леонтій. Леонтій був у складі ста відібраних візантійських воїнів, які повинні були здійснити розвідку місцевості для нападу на ворога. Коли розвідувальний загін підійшов ближче до ворожого стану, Леонтій послизнувся і покотився вниз, зламавши при цьому свій щит. Гуркіт розбудив варту, але нічого не зрозумівши, вони заснули. Візантійські воїни напали на них і вбили.
На підставі того, що син Доброгаста носив християнське ім'я, передбачається, що або Доброгаст і його син Леонтій були хрещені в християнську віру, або хрещений був тільки один Леонтій.